# Huidif
Huidif es un caserío de origen mapuche de la comuna de Los Lagos, ubicada en el sector oeste de la comuna, próximo a los caseríos de Huillines y Porvenir.

## Historia

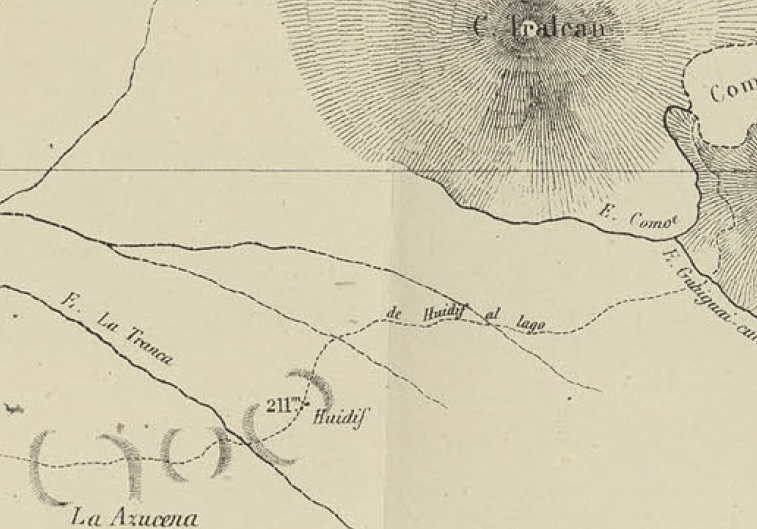
Camino de Huidif al Lago Riñihue en el Mapa de la expedición de Francisco Vidal Gormaz en 1869

Entre los años 1867 y 1869 el ingeniero Francisco Vidal Gormaz, realiza una detención en la localidad de Huidif como parte de los trabajos de exploración de los afluentes del Río Valdivia encomendados por el Gobierno de Chile. Esta localidad formaba parte de la Estancia ganadera de don Emilio Agüero.

Esta propiedad es basta, con excelentes maderas de construccion i terrenos enjutos, cualidad recomendable.
Francisco Vidal Gormaz

En la publicación de Vidal Gormaz incorpora a la localidad de Hudif como uno de los puntos notables para el establecimiento de una colonia.
En esta visita, Vidal Gormaz hace referencia a los cultivos y a la producción de quesos en la lechería.

## Hidrología
Huidif se encuentra próximo al Estero Las Minas.

## Accesibilidad y transporte
A Huidif se accede desde la ciudad de Los Lagos a través de las Rutas T-45 y T-415 encontrándose a una distancia de 31,2 km.